# Operation (matematik)
En operation är inom matematiken en funktion som från noll eller flera operander eller argument returnerar ett unikt resultat. Antalet operander är operationens ställighet.  Operander kan till exempel vara tal eller vektorer, eller symboler som representerar sådana objekt.
Räknesätten är operationer. Addition, subtraktion, multiplikation och division är operationer som tar två argument och benämns därför binära operationer. Exempel på en unär operation är teckenbyte på ett tal, också kallat additiv invers.
Det finns även operationer som verkar på funktioner. Dit hör differentialoperatorer och integraloperatorer.
Betydelsen av begreppet operation inom matematiken varierar mellan olika arbeten och referenser.